# Везен-де-Левезу (кантон)
Везе́н-де-Левезу́ (фр. Vézins-de-Lévézou) — кантон во Франции, находится в регионе Юг — Пиренеи, департамент Аверон. Входит в состав округа Мийо.
Код INSEE кантона — 1241. Всего в кантон Везен-де-Левезу входят 4 коммуны, из них главной коммуной является Везен-де-Левезу.

## Коммуны кантона
| Коммуна             | Население, чел. (2006) | Почтовый индекс | Код INSEE |
| ------------------- | ---------------------- | --------------- | --------- |
| Везен-де-Левезу     | 634                    | 12780           | 12294     |
| Сегюр               | 623                    | 12290           | 12266     |
| Сен-Леон            | 301                    | 12780           | 12238     |
| Сен-Лоран-де-Левезу | 152                    | 12620           | 12236     |

## Население
Население кантона на 2006 год составляло 1 730 человек.
| 1962  | 1968  | 1975  | 1982  | 1990  | 1999  | 2006  | 2007 |
| ----- | ----- | ----- | ----- | ----- | ----- | ----- | ---- |
| 2 174 | 2 389 | 2 154 | 2 012 | 1 773 | 1 710 | 1 730 | —    |